# Lelex
Lelex oder Lelegas ist ein antiker griechischer männlicher Personenname.

## Herkunft und Bedeutung
Altgriechisch Λέλεξ oder Λέλεγας. Eine Erfindung eines antiken Namens, der angeblich der Stammvater des vorindogermanischen Volkes der Leleger gewesen sein soll, bei dem es sich aber tatsächlich nur um das Ethnonym "Leleger" handelt. Herkünfte und Einzelpersonen wurden überall dort erfunden, wo man den Ursprung der Leleger vermutete (siehe dort). Bei Ovid findet sich schließlich noch ein Held dieses Namens, der aber andernorts ebenso unbelegt ist wie die zahllosen weiteren Erfindungen.

## Varianten
- bretonisch: Leleks
- französisch: Lélex
- neugriechisch: Λέλεξ, Λέλεγας
- russisch: Лелег
- spanisch: Lèlex

## Bekannte Namensträger
- der erste König von Sparta, siehe Lelex (König von Sparta)
- ein König von Megara, siehe Lelex (Sohn des Poseidon)
- ein König von Leukas, siehe Lelex (König von Leukas)
- ein Held aus Naryka, siehe Lelex aus Naryka
- ein Held aus Troizen, siehe Lelex aus Troizen